# Dipoli

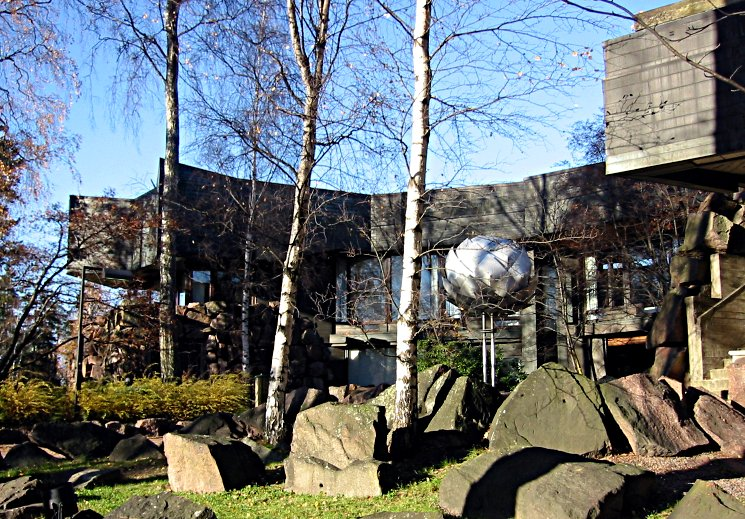
Dipoli

Dipoli är ett finländskt tidigare studentkårhus, numera konferenscentrum, i Otnäs i Esbo.
Dipoli ligger på universitetsområdet för tidigare Tekniska högskolan i Helsingfors, numera Aalto-universitetet. När den dåvarande tekniska högskolan skulle flytta från Helsingfors till Esbo under första delen av 1960-talet, anordnades en arkitekttävling om ett nytt kårhus för högskolans studentkår, vilken vanns av Reima och Raili Pietilä. Kårhuset Dipoli började byggas 1965 och invigdes hösten 1966. Namnet är en ordvits: det kan förstås som tvåpolighet, men också som den andra byggnaden för teknologer.
Byggnadens funktion ändrades 1993 till ett utbildnings- och konferenscentrum för den tekniska högskolan. Den rymmer drygt 20 konferensrum och auditorier, det största med 600 sittplatser.